# Gunnar Rydström
Gunnar Rydström, född 13 april 1935 i Kungsholms församling, Stockholm, död 6 februari 2007 i Ekerö församling, Stockholms län, var en svensk författare och översättare. 
Han debuterade 1966 med romanen Vattumannen, som gavs ut av Norstedts förlag, och publicerade en lång rad titlar inom såväl prosaiska som mer facklitterära genrer. Rydström var med och grundade Författares Bokmaskin.